# Tex Willer
Tex Willer je talijanski western strip. Texa su stvorili tekstopisac Gian Luigi Bonelli i crtač Aurelio Galleppini. Pri stvaranju grafičkog lika Galleppini je Texa nacrtao prema liku američkog filmskog glumca Garyja Coopera.
Prvi broj je izašao u Italiji 1948. godine pod naslovom "Misteriozni totem" (Il totem misterioso).

## Podaci o strip junaku
Tex je bijelac u ranim četrdesetim godinama i poglavica plemena Navajo. Njegovo indijansko ime je Noćni Orao. Poglavica je postao nakon što je oženio Lilith, kćerku poglavice Crvena Strijela. Nakon smrti Crvene strijele, pleme Navajo ga izabire za poglavicu. Texov je najbolji prijatelj, koji ga prati u gotovo svim pustolovinama, Kit Carson, ostarjeli rendžer indijanskog imena Srebrna Kosa. Tu su još i Texov sin iz braka s Lilith, Kit Willer i Indijanac Tiger Jack.
U jednoj epizodi  (Povratak u Calver city) je otkriveno da je imao brata Sama koji je ubijen u Calver Cityju. Roditelji su mu bili Ken i Mae Willer.
Lilith je umrla kada su, da se osvete Texu, dvojica kriminalaca u rezervat poslali zaražene pokrivače. U jednoj epizodi Tex se, nakon mnogo godina, istima surovo osvećuje. Tex je istovremeno i rendžer s velikim ugledom i kod bijelaca, posebno američke vojske. Zbog toga često posreduje u sukobima između Indijanaca i vojske, a ponekad i rješava specijalne zadatke za vojsku. U sukobu s kriminalom Tex se koristi i manje popularnim sredstvima, npr. često pretuče kriminalca dok mu ovaj ne otkrije sve što zna.
Mjesto radnje stripa nije strogo određeno. Iako veliki broj priča započinje u rezervatu Navajo indijanaca, radnja se dešava po cijeloj Sjevernoj Americi. Vrijeme radnje je približno kraj 1870-ih i početak 1880-ih. Texovi prijatelji su brojni: general Davis je jedan od zapovjednika američke vojske, ponekad od Texa zatraži pomoć a zauzvrat on pomaže njemu u smiravanju problema između Indijanaca i vojske; El Morisco je neka vrst vrača ili vješca iz Egipta koji živi u Meksiku; Jim Brandon, pukovnik kanadske konjičke policije; Gros-Jean, kanadski traper; Tom Devlin, policijski časnik u San Franciscu; Nat MacKennet, šerif u New Orleansu...
U mnogim epizodama pojavljuju se brojne povijesne ličnosti i legende Divljeg zapada, npr. Geronimo, Buffalo Bill, Cochise, predsjednik Ulysses S. Grant, Ely S. Parker, inspektor za indijanske poslove i drugi.
Tex, naravno, ima i brojne neprijatelje koji se više puta pojavljuju i uvijek iznova vraćaju. Najpoznatiji neprijatelj je magičar Mefisto. Tu su još i Proteus, koji se može prerušiti u svakoga, Crni Tigar, bivši princ iz Azije kojemu je cilj zavladati Amerikom i drugi.
Tex Willer je u mladosti bio sudionik američkog građanskog rata, u kojem se borio na strani Sjevera (Unije), iako se njegova država Texas nalazila na strani Konfederacije. Sudjelovao je u bitci kod prolaza Glorieta u ožujku 1862. Također je neko vrijeme bio pripadnik Sedme dobrovoljačke konjičke pukovnije iz Kansasa.
Lik Kita Carsona, vjernog Texovog pratitelja, zasnovan je na istoimenoj povijesnoj osobi. Pravo mu je ime bilo Christopher Houston Carson, a živio je od 1809. do 1868.

## Podaci o stripu
Prvi broj Texa, koji je izašao u Italiji 30. rujna 1948., zvao se "Misteriozni totem" (Il totem misterioso). Pedesetih godina Tex Willer izlazi u relativno maloj nakladi od oko 50.000 brojeva. Od studenog 1960. Tex počinje izlaziti jednom mjesečno u formatu na 110 stranica, a tako izlazi i danas. To je uključivalo i ponavljanje starih epizoda. Šezdesetih Tex postaje najtiražniji strip u Italiji. Danas je Tex Willer simbol crno-bijelog stripa u Italiji, a ujedno i najdugovječniji strip u toj zemlji.

### Tex u Hrvatskoj
U Hrvatskoj, tada Jugoslaviji, Tex je objavljen prvi put 1968. u izdanju novosadskog "Dnevnika" i izlazio je redovito sve do 1991. U samostalnoj Hrvatskoj objavljen je prvi put 1994. u izdanju Slobodne Dalmacije. Godine 2001. "Ludens" preuzima i nastavlja tamo gdje je Slobodna Dalmacija stala. Godine 2005. Tex počinje izlaziti u izdanju "Strip Agenta", a 2006. izdavačka kuća Libellus pokreće almanah ediciju i kreće s izdavanjem brojeva koje je propustio Dnevnik.

## Unutarnje poveznice
- Rex, strip Danijela Žeželja

## Vanjske poveznice
- Službena stranica izdavača